# Останкинский молочный комбинат
Останкинский молочный комбинат (ОМК) — бывшее предприятие молочной промышленности в Бутырском районе Москвы, выпускало пастеризованное и стерилизованное молоко, сливки, кефир, сметану и другие кисломолочные продукты, сливочное масло, молочные коктейли; в 1990-е годы также производило фруктовые соки и нектары.
Основан в 1955 году, в 1960-е — 1980-е годы был головным предприятием в московском производственном объединении «Молоко». В 1990-е годы акционировано, с 2008 года принадлежал украинской компании Milkiland. По состоянию на 2000-е годы — одно из крупнейших российских молочных производств с мощностью переработки более 1,1 тыс. тонн молока в сутки и объёмом выпуска около 200 тыс. тонн молочной продукции в год (6-е место в России, 2013), объём производства — 270 тонн готовой продукции в сутки (2019). С 2017 года находился под процедурой банкротства. С 2019 года территория принадлежит профессиональным застройщикам; окончательно остановлен и снесён в 2020 году.

## История
Первая попытка построить на Бутырском хуторе крупный молокозавод отмечена в 1940 году, когда был разработан проект строительства «московского молочного комбината детских и диетических продуктов в Останкино», но из-за Великой Отечественной войны строительство осуществлено не было. В 1950 году строительство по первоначальному проекту возобновлено, и к 1955 году завод, ставший на тот момент крупнейшим советским молочным предприятием, запущен в эксплуатацию. Первоначальная мощность комбината составляла 250 тонн переработки молока в сутки. В первые годы молоко и кисломолочные продукты разливались только в стеклянную тару, в 1961 году на предприятии введены в строй две линии упаковки молока в классические поллитровые пакеты-тетраэдры — одна оригинальная от Tetra Pak, другая — аналогичная советской разработки.
В 1962 году все основные московские предприятия молочной промышленности, в том числе Очаковский и Царицынский молочные комбинаты, Московский завод плавленых сыров, собраны в производственное объединение «Молоко», Останкинский комбинат стал ведущим предприятием объединения.
В 1964 году на комбинате освоен выпуск сгущённого молока в жестяных банках и тубах. В 1965 году предприятие награждено орденом Трудового красного знамени с формулировкой «за досрочное выполнение заданий семилетнего плана, совершенствование техники и технологии производства, освоение новых видов продукции». В 1971 году запущена линия упаковки в литровые бумажные пакеты и комбинат окончательно отказался от стеклянной тары. В том же году появилась линия по производству глазированных сырков. В 1980-е годы введена в эксплуатацию линия по производству стерилизованного молока со сроком хранения до 10 дней.
В 1992 году комбинат акционирован. В начале 1990-х, вслед за меняющейся конъюнктурой, завод начал выпускать десертные и питьевые йогурты, творожные массы, шоколадные сырки. Также в начале — середине 1990-х годов на предприятии освоен выпуск фруктовых соков и нектаров (торговая марка «Сокос»), притом их доля в реализации была значительной. Переход в то время многих молочных комбинатов на выпуск соков был вызван высокой рентабельностью их производства и одновременным падением потребления молочных продуктов (снизившимся с почти 400 кг в год на душу населения в пересчёте на цельное молоко в 1989 году до 230 кг в год в 1997 году). К 1998 году комбинат вышел на второе место в России по производству соков, уступая лишь «Вимм-Билль-Данну» (основное производство соков которого располагалось на построенном в 1980-е годы Лианозовском молочном комбинате). После кризиса 1998 года в связи со значительным увеличением рублёвой цены импортируемого сокового концентрата вкупе с ростом валютных цен из-за низкого урожая цитрусовых в 1999 году производство соков перестало быть столь же рентабельным, как в середине 1990-х и постепенно к началу — середине 2000-х годов выпуск соков на Останкинском комбинате был свёрнут. (Во второй половине 2000-х годов торговую марку «Сокос» использовала фирма «Нидан».) С конца 1990-х годов на комбинате производится стерилизованное молоко со сроком хранения до 6 месяцев.
В 1999 году Останкинский и Очаковский комбинаты с целью конкуренции с «Вимм-Билль-Данном» создали на паритетных началах фирму «Молочный альянс», которая должна была заниматься единым сбытом и маркетингом продукции, однако руководителям предприятий так и не удалось договориться о распределении функций и полномочий с совместной дочерней структурой, и «Молочный альянс» фактически выродился в одну из обычных оптовоторговых компаний, в объёме сбыта которой продукция предприятий-учредителей составляла уже к 2000 году лишь 20 %.
С 2001 года на комбинате осуществляется производство шоколадных молочных коктейлей Nesquik по сублицензионному договору со швейцарской Nestle, согласно которому лицензиар предоставляет права на производство и сбыт, поставляет ингредиенты и контролирует качество выпускаемой продукции; притом все производственные расходы в размере $1 млн на строительство нового цеха, закупку и запуск фасовочной линии Tetra Pak — взяты на себя комбинатом.
С осени 2007 года велись переговоры о продаже предприятия с тремя крупными участниками молочного рынка — «Вимм-Билль-Данном», «Юнимилком» и Milkiland, возможную сделку с «Вимм-Билль-Данном» заблокировала Федеральная антимонопольная служба (так как в него уже входило три крупных московских молочных комбината — Лианозовский, Царицынский и Очаковский), «Юнимилк» не устроила цена, и 16 января 2008 года объявлено о приобретении 75 % акций предприятия украинской компанией Milkiland. Сумма сделки не раскрывалась, по оценкам экспертов она могла составить $40-45 млн.
С момента приобретения контрольного пакета Milkland постепенно наращивал свою долю в предприятии, и в июле 2013 года получил стопроцентный контроль над комбинатом, выкупив остававшуюся долю в 4,15 % у миноритарных акционеров за €1,415 млн, тем самым оценив стоимость завода в сумму около €27,5 млн.
В апреле 2017 года арбитражный суд Москвы по заявлению банка «Возрождение» признал предприятие банкротом и передал его в конкурсное управление; осенью того же года процедура банкротства продлялась в связи с тем, что должным образом не проведена оценка имущества комбината, заложенного в банках «Санкт-Петерубрг» и «Возрождение». С лета 2018 года имущество комбината, включая земли, производственные помещения, оборудование, товарный знак, а также долговые обязательства Milkiland готовились к продаже с аукционных торгов с плановой выручкой около 654 млн руб.; однако проведённые осенью 2018 года торги признаны несостоявшимися.
В 2019 году за 540 млн руб. компания «Плам» купила основные активы — участок предприятия площадью 5,4 га и здания общей площадью более 25 тыс. м², считается, что покупатель действовал в интересах владельца строительной компании «ПИК» Сергея Гордеева. Операционная деятельность завода переведена в отдельное юрлицо (ООО «ОМК»), которое арендовало у новых владельцев производственную площадку. В августе 2019 года выдано разрешение на строительство жилого квартала на территории комбината и примыкающего к ней участка Останкинского завода напитков. В середине 2020 года завод продал линию по розливу и парк ёмкостей. В конце 2020 года снесён.

## Руководство
В 1962 году генеральным директором созданного объединения «Молоко» и одновременно генеральным директором Останкинского комбината как головного предприятия объединения назначен Николай Антонов.
В 1990-е годы и до середины 2000-х годов генеральным директором предприятия был Александр Шевченко; в 1997 году за «вклад в укрепление экономики Москвы» на посту директора завода награждён медалью ордена «За заслуги перед отечеством» II степени; на момент 1998 года владел около 4 % акций комбината.
В 2004 году генеральным директором назначен Теймураз Куталадзе, ранее работавший на комбинате директором по закупкам. С 2009 года генеральный директор комбината — Игорь Мандзий, в марте 2015 года его полномочия продлены на 5 лет.
Образованное в марте 2017 года ООО «ОМК», принадлежавшее на 100 % Milkiland и ведшее операционную деятельность вместо владевшего основными активами акционерного общества-банкрота, возглавлял Сергей Смуров.

## Финансовые показатели
Выручка комбината за 1998 год составила более 900 млн руб., капитализация акционерного общества оценена в $17 млн (154-й показатель по России за 1998 год).
В 2006 году выручка предприятия составила $70 млн, чистая прибыль — $4,2 млн; 2007 год комбинат закончил с выручкой $110 млн и незначительным убытком.
По итогам 2013 года выручка комбината составила около 6,4 млрд руб., в сравнении с 2012 годом выручка выросла без малого на 30 %; чистая прибыль в 2013 году сократилась на 17 % в сравнении с предыдущим периодом, составив 55 млн руб.

## Торговые марки
Торговые марки 1990-х годов — «Алиса» (йогурты, творожные продукты, сметана), «Микуша» (молочнокислые и творожные продукты), «Сокос» (фруктовые соки и нектары).
В середине 2000-х годов самой популярной торговой маркой продукции предприятия была «Останкинская», четвёртая по показателю известности на московском молочном рынке; также отмечается как известный бренд второй половины 2000-х годов «36 копеек». К концу 2000-х годов продукция выпускалась под значительным количеством разнообразных наименований, после перехода предприятия под контроль Milkiland количество торговых марок существенно сокращено, наиболее популярные марки — «36 копеек» и «Останкинская» — были сохранены.

## Информатизация
В конце 1960-х годов на предприятии создана автоматизированная система управления объединения «Молоко»; в рамках её внедрения сотрудниками ЦЭМИ были исследованы процессы производства, распространения и сбыта, изучены статистические и социологические данные о спросе и потреблении, обнаружены некоторые нетривиальные закономерности (например, выявлено, что при массовом завозе в московскую розницу фруктов потребление молочных продуктов заметно снижается). По результатам исследований разработаны экономико-математические модели, которые были положены в основу алгоритмов планирования производства и оптимизации сбытовой логистики. Парк техники вычислительного центра на Останкинском комбинате включал шесть ЭВМ, ежедневно обрабатывалось 75 тыс. перфокарт. Директор ЦЭМИ академик Федоренко заявлял об экономическом эффекте автоматизации в 1 млн руб. в год (из расчёта чистой прибыли в 29 руб. с тонны молока) и окупаемости проекта за 3 года.
В 2003—2004 годы на заводе внедрена ERP-система Axapta, реализованы функциональные блоки управления производством, сбытовой логистики, управления закупками, управления финансами, планирование по MRP; проект отмечался в числе крупнейших ERP-внедрений в России по состоянию на 2005 год. В 2008—2009 годы, с переходом предприятия под контроль Milkiland, на комбинате внедрена ERP-система «Облик ERP» украинского разработчика «Банкомсвязь».

## Судебные тяжбы
В 2000 году комбинат добился в суде отмены регистрации товарного знака «33 коровы» и начал выпуск продукции под этим брендом. При этом марку «33 коровы» с 1997 года использовал Очаковский молочный завод, и к 2000 году под этим наименованием сбывалось до 80 % его молочной продукции. К 2007 году выпуск продукции под маркой «33 коровы» сохранён только Очаковским комбинатом, притом известность москвичам этого бренда оценивалась выше, чем останкинских торговых марок.
В 2008 году предприятие подало в суд на «Вимм-Билль-Данн» за использование изображения трёх колосков на продукции под маркой «Пастушок», выпускаемой с 2002 года на принадлежащем ему Очаковском молочном комбинате. Товарный знак с графическим изображением колосков, сходным с используемым молочными заводами в советские времена, Останкинский комбинат зарегистрировал в 2007 году.
В 2011 году комбинат выиграл иск у развлекательного журнала Maxim, опубликовавшего годом ранее в юмористической рубрике изображение человека с пакетом молока «36 копеек» с подписью «Папа не пей! В России с каждым годом растёт число детей-идиотов», согласно решению суда журнал должен был выплатить предприятию 500 тыс. руб. и опубликовать опровержение связи детской идиотии с употреблением молока марки «36 копеек». Однако ещё год спустя суды апелляционных инстанций решение окончательно отменили, не сочтя карикатуру нанесшей вред деловой репутации комбината.
В октябре 2020 года Арбитражный суд города Москвы ввёл в отношении юрлица комбината процедуру наблюдения, временным управляющим назначен Владимир Семенов.

## Критика
В 1990-е годы была подвержена критике рекламная риторика комбината со спекуляциями на тему здоровья, в частности, на упаковке ананасового сока «Сокос» сообщалось, что продукт содержит бромелин, якобы редкий и способствующий «снижению веса» и «омолаживанию организма».
В конце 2013 года несколько участков комбината были закрыты на месяц за антисанитарию; вскоре после этого в ходе внезапной проверки выявлено несоответствие двух продуктов санитарным и гигиеническим нормам и ещё одного продукта техническому регламенту, в результате деятельность всего предприятия по предписанию московских властей приостанавливалась, а также на комбинат наложен штраф в размере 2,2 млн руб.